# Dragomir Popescu
Dragomir Popescu este un fost senator român în legislatura 1992-1996 ales în județul Giurgiu pe listele partidului FDSN. Dragomir Popescu a fost membru în comisia pentru sănătate publică.

## Legaturi externe
- Dragomir Popescu la cdep.ro